# Sinagoga di Castel Goffredo
La sinagoga di Castel Goffredo, oggi smantellata, sorgeva in vicolo Remoto.

## La storia
Da alcuni documenti presenti all'Archivio di Stato di Mantova risulta che nel 1468 venne istituita a Castel Goffredo una “banca di prestito”, sollecitata da una lettera scritta dal Comune al marchese Ludovico Gonzaga. L'autorizzazione fu concessa a Leone Norsa.
Agli inizi del XVI secolo la famiglia Norsa di Mantova ricevette incarico dal marchese Alfonso Gonzaga di istituire un Monte di Pietà.
Il banco sorgeva nella zona compresa tra il vecchio ospedale e vicolo Cannone, corrispondente all'attuale vicolo Remoto e qui era anche insediata la sinagoga ebraica. 
Gli ebrei operarono a Castel Goffredo sino agli inizi del XVIII secolo.
Della presenza della sinagoga non resta neppure una lapide e le stanze che accoglievano il luogo di culto sono andate irrimediabilmente perdute nel corso del 2010, durante l'abbattimento dell'edificio che le ospitava.